# Johan H. Andresen Jr.
Johan Henrik Andresen (Oslo, 25 de julio de 1961) es un industrial e inversionista noruego. Desde 1998, Andresen ha sido el propietario de Ferd, una de las empresas privadas más grandes de Noruega. Se desempeñó como CEO desde 1998 hasta 2012 y ha sido el presidente del consejo desde 2012. En la lista de los 400 noruegos más ricos de la revista Kapital, Andresen ocupa el quinto lugar, con un patrimonio neto de más de 3.27 mil millones de USD. Mientras vivía su padre, Johan H. Andresen Sr., Andresen añadía 'Jr.' a su nombre, pero dejó de hacerlo cuando su padre murió en 2011.

## Primeros años
Andresen nació en 1961 en Oslo, como hijo del industrial Johan Henrik Andresen (1930–2011) y de la noble sueca Marianne Ebba Therese Bielke. Obtuvo un Bachelor of Arts en Estudios de Gobierno y Políticas de Dartmouth College en 1988 y un MBA en 1993 de la Rotterdam School of Management.

## Vida personal
Andresen es nieto de Johan H. Andresen y bisnieto de Johan Henrik Andresen. Está casado con Kristin Gamlemshaug. La pareja tiene dos hijas, Katharina y Alexandra.
En 2007, Andresen transfirió la mayoría de las acciones de Ferd Holding, con un valor estimado de 12 mil millones de NOK, a sus hijas.

## Carrera profesional
Andresen fue Gerente de Producto en International Paper Co., USA de 1989 a 1991. En 1993 se convirtió en socio del grupo industrial noruego Tiedemanns-gruppen. Sucedió a su padre como único propietario y CEO en 1998, convirtiéndose así en la quinta generación de la familia Andresen al frente de la empresa desde que el primer Johan H. Andresen compró la fábrica de tabaco J.L. Tiedemanns Tobaksfabrik en 1849. En 1998, la producción de tabaco de Tiedemanns Tobaksfabrik se fusionó con la Scandinavian Tobacco Company, y en 2005 Andresen vendió todas sus acciones en la empresa por NOK 3.3 mil millones.
Tiedemanns-gruppen cambió su nombre a Ferd en 2001. Hoy en día, Ferd posee Elopak, Aibel (50%), TeleComputing, Interwell y Swix Sport, entre otras empresas, además de importantes carteras de acciones, inversiones en fondos de cobertura, Private Equity y propiedades. El valor neto de los activos de la empresa ha crecido de 7.4 mil millones de NOK en 2003 a 24.3 mil millones a finales de 2013.
En septiembre de 2006, Andresen intentó adquirir la empresa suiza de embalaje y ex productora de armas SIG, ofreciendo 11 mil millones de NOK por el 50.01% de las acciones de la empresa. El plan de Andresen era fusionar SIG con Elopak, propiedad de Ferd, convirtiéndola en el segundo mayor fabricante de embalajes del mundo. Sin embargo, SIG inició una guerra de ofertas, y en marzo de 2007 Ferd anunció que ya no seguiría con la transacción. Esto habría sido una de las mayores adquisiciones en la historia de Noruega.
Andresen preside el Consejo de Ética para el Fondo Global de Pensiones del Gobierno. Es presidente del consejo de Ferd AS, y miembro del consejo de Skandinaviska Enskilda Banken AB (SEB) en Suecia, NMI – Norwegian Microfinance Initiative, Junior Achievement – Young Enterprise, Europe, y Junior Achievement – Young Enterprise, Norway (Ungt Entreprenørskap).

## Filantropía
En 2006, Andresen inició un proyecto de colaboración entre intereses públicos y privados. Esto llevó al lanzamiento de NMI – Norwegian Microfinance Initiative en 2008, una institución de microfinanzas destinada a estimular el crecimiento en países empobrecidos. En 2009, formó Ferd Social Entrepreneurs, un área comercial no comercial dentro de Ferd que apoya a organizaciones, proyectos e individuos seleccionados en actividades donde los resultados sociales tienen mayor peso que los resultados financieros.